# Mała Sejdemynucha
Mała Sejdemynucha (ukr. Мала Сейдеминуха) – wieś na Ukrainie, w obwodzie chersońskim, w rejonie berysławskim. W 2001 liczyła 245 mieszkańców, spośród których 232 posługiwało się językiem ukraińskim, 12 rosyjskim, a 1 mołdawskim.